# Gibson Les Paul
Die Les Paul (vor allem von deutschsprachigen Gitarristen auch „Paula“ genannt) ist eine E-Gitarre. Sie wird seit 1952 vom US-amerikanischen Unternehmen Gibson hergestellt.
Unter Leitung des Gibson-Präsidenten Ted McCarty in Zusammenarbeit mit dem Musiker Lester William Polsfuss (Künstlername Les Paul) als Antwort auf die Instrumente des Konkurrenten Fender entwickelt, stellte die Les Paul als erste Solidbody-E-Gitarre von Gibson zunächst einen Exoten im Programm des Instrumentenherstellers dar. Trotz schleppender Verkaufszahlen und vorübergehender Produktionseinstellung im Jahr 1961 wurde die Les Paul im Verlauf der 1960er Jahre durch ihren warmen, druckvollen Klang schnell zum Hauptinstrument von Künstlern wie Jimmy Page, Jeff Beck und – zumindest in früheren Jahren – Eric Clapton. Nach Wiederaufnahme der Produktion im Jahr 1968 entwickelte sich die Les Paul zum erfolgreichsten Instrument von Gibson. Sie wird bis heute hergestellt und gilt neben der Fender Stratocaster und der Fender Telecaster als Klassiker unter den E-Gitarren.

## Geschichte

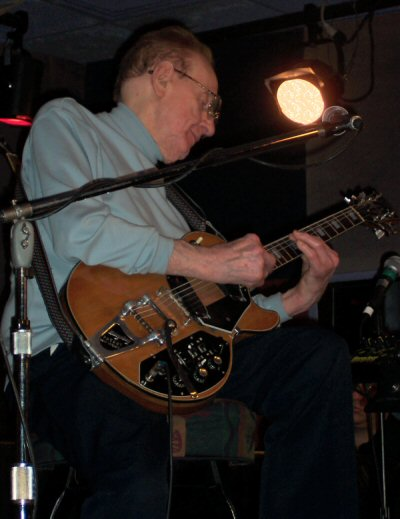
Lester William Polsfuss (Les Paul) 2004; Erfinder der Gibson Les Paul

Der junge Musiker und Erfinder Les Paul suchte in den 1930er Jahren nach Wegen, um die Nachteile der zu der Zeit üblichen E-Gitarren zu überwinden. Diese waren oft akustische Instrumente, die nachträglich mit einem elektrischen Tonabnehmer versehen wurden. Der Nachteil dieser Konstruktion ist das Entstehen von unschönen Rückkopplungen bei höheren Lautstärken durch das Mitschwingen des hohlen Korpus. Aus diesem Grund modifizierte Les Paul seine eigene Jazzgitarre stark: Er sägte den Korpus der Länge nach in der Mitte auseinander, montierte Hals, Steg, Saitenhalter und die Elektronik auf einen rechteckigen Holzklotz und fügte an den Seiten des Klotzes die Korpushälften wieder an. So erhielt er ein Instrument, welches optisch noch einer akustischen Gitarre ähnelte, in der Mitte jedoch massiv gebaut war. Diese Gitarre erzeugte keinen akustischen Ton mehr, hatte dafür einen klaren elektrischen Ton ohne Rückkopplungen. Nachdem Les Paul diese „The Log“ (der Klotz) genannte Gitarre erfolgreich bei Liveauftritten gespielt hatte, stellte er sie 1946 der Firma Gibson in der Hoffnung vor, den Instrumentenbauer zu einer Serienproduktion zu bewegen. Gibson-Präsident Maurice Berlin lehnte Les Pauls Erfindung mit dem Kommentar, man werde keinen solchen „Besenstiel mit Tonabnehmern“ bauen, jedoch ab.
Kurz darauf erzielte der kalifornische Radiotechniker Leo Fender mit seiner neu entwickelten Solidbody-E-Gitarre „Fender Broadcaster“ (im Frühjahr 1951 umbenannt in Telecaster) erste kommerzielle Erfolge. Der neue Gibson-Präsident Ted McCarty entschied, dass Gibson ebenfalls eine massive E-Gitarre ins Programm nehmen müsse, und erinnerte sich an Les Paul und seine „Klotz“-Gitarre. Les Paul und McCarty wurden sich schnell einig, dass eine „Les Paul Gitarre“ entwickelt werden sollte. Wie diese Entwicklung im Detail ablief, ist umstritten:
- Der Musiker und Hobbyerfinder Les Paul behauptet, er habe fast alle Details der Gitarre mit bestimmt. Die Techniker von Gibson sollen einige seiner Designwünsche falsch umgesetzt haben, u. a. die Brücke/Trapez-Saitenhalter-Kombination und die Ahorndecke.[5] Auch die Farbgebung (Gold bzw. später auch Schwarz) gehe auf ihn zurück.[5]
- Ted McCarty behauptet, die Gitarre sei bereits zuvor in den Gibson-Werkstätten entwickelt worden und Les Paul habe schon bei den ersten Verhandlungen verschiedene Prototypen als Muster erhalten. Nach McCartys Darstellung habe Les Paul lediglich die Brücke/Trapez-Saitenhalter-Kombination und die goldene bzw. schwarze Lackierung der beiden ersten Modelle (Standard und Custom genannt) vorgeschlagen. Ted McCarty entschied sich für eine gewölbte Decke, da sich das Instrument so deutlich von den flachen Brettgitarren der Marke Fender abhob und Fender zum damaligen Zeitpunkt nicht über die Technologie verfügte, eine solche Gitarre zu kopieren[6].

Sicher ist, dass Les Paul und McCarty bei einem Treffen ca. 1950/1951 einen Vertrag schlossen, der den Bau der Gitarre unter dem Namen Les Pauls möglich machte. Das Patent der Gitarre wurde später auf McCarty angemeldet, Les Paul erhielt das Patent für den Saitenhalter.

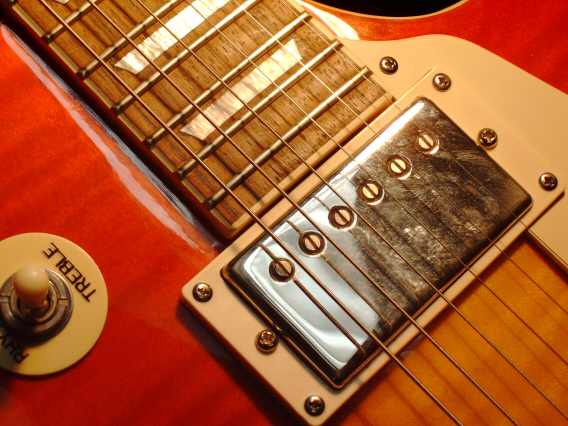
Tonabnehmer (Humbucker) in der Halsposition

Im Jahr 1952 erschienen die ersten Modelle der Les Paul auf dem Markt. Diese waren mit zwei P90-Single Coil Tonabnehmern ausgestattet und hatten eine gewölbte Ahorn-Decke, die in der Farbe Gold lackiert war. Daher die inoffizielle Bezeichnung „Gold Top“. Die Farbe Gold sollte laut Les Paul Luxus und Wertigkeit ausdrücken. Im Kontrast zu diesem Anspruch kamen die ersten Modelle mit Konstruktionsfehlern in die Läden: Die Brücke/Trapez-Saitenhalter-Kombination war für die Gitarre zu hoch, weshalb die Saiten in der Regel unter der Brücke hindurch geführt werden mussten – daher konnten die Saiten nicht mit dem Handballen gedämpft werden. Erst im Jahr 1953 wurde dies durch eine veränderte Brücke (das sog. Stud- oder Stop-Tailpiece) behoben. Außerdem war der Halsansatzwinkel anfangs zu klein gewählt worden, weshalb bei diesen frühen Modellen heute oft der Hals neu eingesetzt wird, um sie besser spielbar zu machen.
Neben dem Les Paul (Standard-)Modell mit der goldfarbenen Ahorndecke erschien im Jahr 1954 die Les Paul Custom, ein optisch aufgewertetes Modell in der Farbe Schwarz mit vergoldeten Metallteilen und Ebenholz-Griffbrett, welches den Beinamen „Black Beauty“ und „wegen der flachen Bundstäbchen“ auch den Spitznamen „fretless Wonder“ (Bundloses Wunder) erhielt. Die Custom besaß am Hals den neuen „Alnico“-Singlecoil Tonabnehmer und eine neue Brücken-/Saitenhalterkombination, die aus Saitenhalter (Stop-Tailpiece) und Brücke (Tune-O-Matic) bestand. Seit 1955 wird diese Konstruktion auch auf den meisten anderen Modellen angewendet. Die Les Paul Custom hatte eine gewölbte Decke aus Mahagoni statt aus Ahorn.
Im Jahr 1957 wurde die Les Paul mit den von Gibson-Mitarbeiter Seth Lover neu entwickelten Humbucker-Tonabnehmern ausgestattet. Die Tonabnehmer trugen zu Beginn der Produktion einen Aufkleber „Patent Applied For“ (Patent beantragt), um Nachahmer abzuschrecken. Diese unter Musikern „PAF“ genannten Tonabnehmer gelten bei Sammlern als sehr begehrt. Anstelle der Gold Top wurden ab 1958 das Modell Standard mit einer transparent lackierten Decke in „Sunburst“ angeboten; eine Lackierung, bei der die Farbe von einem dunklen Rot oder Braun am Deckenrand zu einem nahezu transparenten Honiggelb in der Mitte der Decke verläuft. Dies sollte die traditioneller eingestellten Jazz-Gitarristen ansprechen. Dennoch blieben die Verkaufszahlen insgesamt eher enttäuschend. Am meisten von allen Les Paul Modellen verkauften sich die Schülermodelle Les Paul Junior bzw. Les Paul Special, vor allem in den Jahren 1958 und 1959, nachdem sie zu Double-Cut-Modellen (mit zwei Cutaways) modifiziert worden waren.

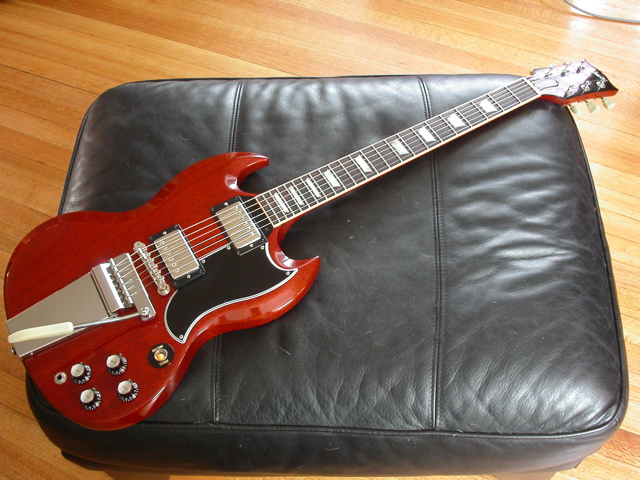
Gibson SG mit einem Maestro-Tremolo

Im Jahr 1961 wurde die Les Paul wegen zurückgehender Verkaufszahlen durch die „Gibson SG“ ersetzt, welche bis 1963 den Namen „Les Paul SG“ trug. Da Les Paul die Form der „SG“ nicht gefiel und sein Vertrag bei Gibson 1962 auslief, zog er sich zurück. Der Name „Les Paul SG“ wurde zu „SG“ gekürzt, welches für „Solid Guitar“ (massive Gitarre) stehen sollte. In späteren Interviews erinnerte sich Les Paul, dass neben der ungeliebten neuen Form der „SG“ die anstehende Scheidung von seiner Ehefrau und Duopartnerin Mary Ford ebenfalls Grund für seinen Rückzug gewesen ist. Les Paul befürchtete hohe Zahlungen an seine Noch-Ehefrau und war an einer lukrativen Vertragsverlängerung mit Gibson nicht interessiert. Höhere Einnahmen hätten für Les Paul auch höhere Unterhaltszahlungen bedeutet, weshalb sich Les Paul zu dieser Zeit nahezu komplett aus dem Musikbusiness zurückzog.
Nachdem die Les Paul in den 1960er Jahren zur Kultgitarre des aufstrebenden Bluesrock wurde, entschied man sich bei Gibson im Jahr 1967 zur Wiederaufnahme der Produktion. Da Les Paul nun geschieden war, stimmte er einer Erneuerung des Vertrages zu, die ersten Gitarren der Neuauflage erschienen zu Beginn des Jahres 1968. Seitdem ist die Les Paul in verschiedenen Versionen ununterbrochen im Programm von Gibson.

## Konstruktion
Der Korpus der Les Paul ist dem der akustischen Gitarre nachempfunden, jedoch mit einem Cutaway am Korpus. Wesentliches Konstruktionsmerkmal der Les Paul ist ein Korpus, der aus einer Mahagoni-Basis besteht und mit einer gewölbten Decke aus Ahornholz versehen ist. Bei der Custom war die gewölbte Decke ursprünglich aus Mahagoni gefertigt. Der Mahagoni-Hals ist in den Korpus eingeleimt. Die Mensur der Gitarre beträgt 628 mm (24,75″).
Für den Klang sorgen bei der Les Paul gewöhnlich zwei Humbucker. Einige Modelle (Les Paul Custom, Les Paul Artisan) haben einen mittleren dritten Humbucker. Verwaltet werden die Tonabnehmer von je einem Ton- und einem Lautstärkeregler. Geschaltet werden die beiden Humbucker über einen dreistufigen Schalter, der entweder den Hals-, den Brücken- oder beide Pickups einschaltet. Gemäß dem Sprachgebrauch der 1950er Jahre ist der Schalter nach dem erzeugbaren Klang der Gitarre, d. h. „Treble“ für den höhenreichen Brücken-, „Rhythm“ für den dunkleren Halstonabnehmer, beschriftet.
Verschiedene Modelle der Les Paul (Junior, 54’ Goldtop und teilweise Special) besitzen statt der Humbucker ein oder zwei Single-Coil-Pickups des Typs P90. Dieser liefert einen dynamischeren, helleren Ton als die Humbucker, bleibt dabei jedoch dennoch recht „fett“ im Ton und ist daher vor allem bei Blues- und Rock-’n’-Roll-Musikern beliebt. Dieser Typ erlebt in den letzten Jahren eine Renaissance.

## Modelle

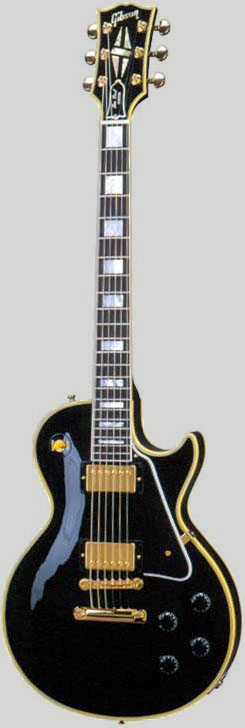
Gibson Les Paul Custom

Gibson hat in seiner Firmengeschichte eine nahezu unüberschaubare Vielzahl von Modellen herausgebracht, die sich in Konstruktion und Ausstattung zum Teil stark voneinander unterscheiden. Häufig fanden die drei Kategorien Standard, Custom und Studio Verwendung.

### Standard
Die Les Paul Standard entspricht weitgehend dem Modell des Jahres 1958. Dies bedeutet: Massiver Mahagoni-Korpus mit Ahorndecke, Mahagonihals mit Griffbrett aus Palisander, zwei Humbucker-Tonabnehmer mit Chromkappen, einfache cremefarbene Einfassung (Binding) von Korpusoberseite und Griffbrett, Perloid-Griffbretteinlagen in Trapezdesign und verchromte Metallteile.
Die Standard wurde 1976 eingeführt, um das wachsende Interesse an Modellen der Phase 1958–1961 zu befriedigen. Zuvor bot Gibson zwar schon ähnliche Modelle an, Puristen bemängelten jedoch immer wieder die zum Teil unglücklichen Detaillösungen. Falsche Abmessungen und Dimensionen, ungewohnte Farbkombinationen, eine mehrteilige „Sandwich“-Bauweise des Korpus zur Materialeinsparung und die allgemein schlechte Verarbeitungsqualität schreckten bei den Vorgängermodellen zunächst ab.
Seit 2008 wird die Standard mit sogenannten Tonkammern geliefert, Ausfräsungen im Korpus, die Ton und Gewicht verbessern sollen. Weiterhin wurde die traditionelle Elektrik durch eine Platine ersetzt, welche durch die getönte Plexiglasabdeckung sichtbar ist. Zudem wurde das Halsprofil verändert.

### Custom
Die Custom entspricht weitgehend der Standard, ist jedoch vor allem optisch aufgewertet: Mehrfach beige/schwarz gestreifte Einfassung von Korpusober- und Unterseite sowie der Kopfplatte mit Stechpalmenintarsien, goldfarbene Metallteile, Griffbrett meist aus Ebenholz (bei aktuellen Modellen aus Richlite, einem Papier-Harz-Verbundwerkstoff) und Griffbretteinlagen aus blockförmigen Perlmutt.
Da die Custom das Spitzenmodell der regulären Produktion darstellt, werden immer wieder Ausstattungsvarianten angeboten, die sich nur auf diesen Gitarren finden. Dazu gehören u. a. ein dritter Humbucker, die Ausstattung mit einem Bigsby-Vibrato oder die Verwendung von Farbkombinationen, die so auf anderen Gitarren nicht zu finden sind. Teilweise verzichten die Modelle auf die typische Ahorndecke und weisen unter ihrer deckend schwarzen Lackierung einen Korpus aus massivem Mahagoni auf.

### Studio
Die Studio entspricht weitgehend der Standard, ist jedoch vor allem optisch schlichter gehalten. Im Gegensatz zu den anderen Modellen fehlt die cremefarbene Einfassung von Korpus und Griffbrett, das „Gibson“-Logo auf der Kopfplatte ist nur aufgedruckt und die verwendeten Hölzer besitzen meist nur eine unspektakuläre Maserung. Bei einigen Modellen der Studio besaßen die Griffbretter lediglich Punkteinlagen anstatt der sonst üblichen trapezförmigen Einlagen.
Die Studio wurde 1983 eingeführt, um ein preisgünstiges Modell anbieten zu können. Die Namensgebung spielt darauf an, dass im Tonstudio, wo außer den Toningenieuren keine Zuschauer anwesend sind, auf optischen Zierrat verzichtet werden kann. Im Vergleich zur Les Paul Standard fehlt die Einfassung am Griffbrett und am Korpus. Genau darin sehen viele Musiker jedoch den Reiz: Die Signature-Gitarren von Gary Moore und Joe Perry (Aerosmith) basierten auf der Studio. Durch den anhaltenden kommerziellen Erfolg ist die Studio die einzige neu entwickelte Modelllinie, die sich seit ihrer Einführung ununterbrochen im Programm befindet.

### Classic

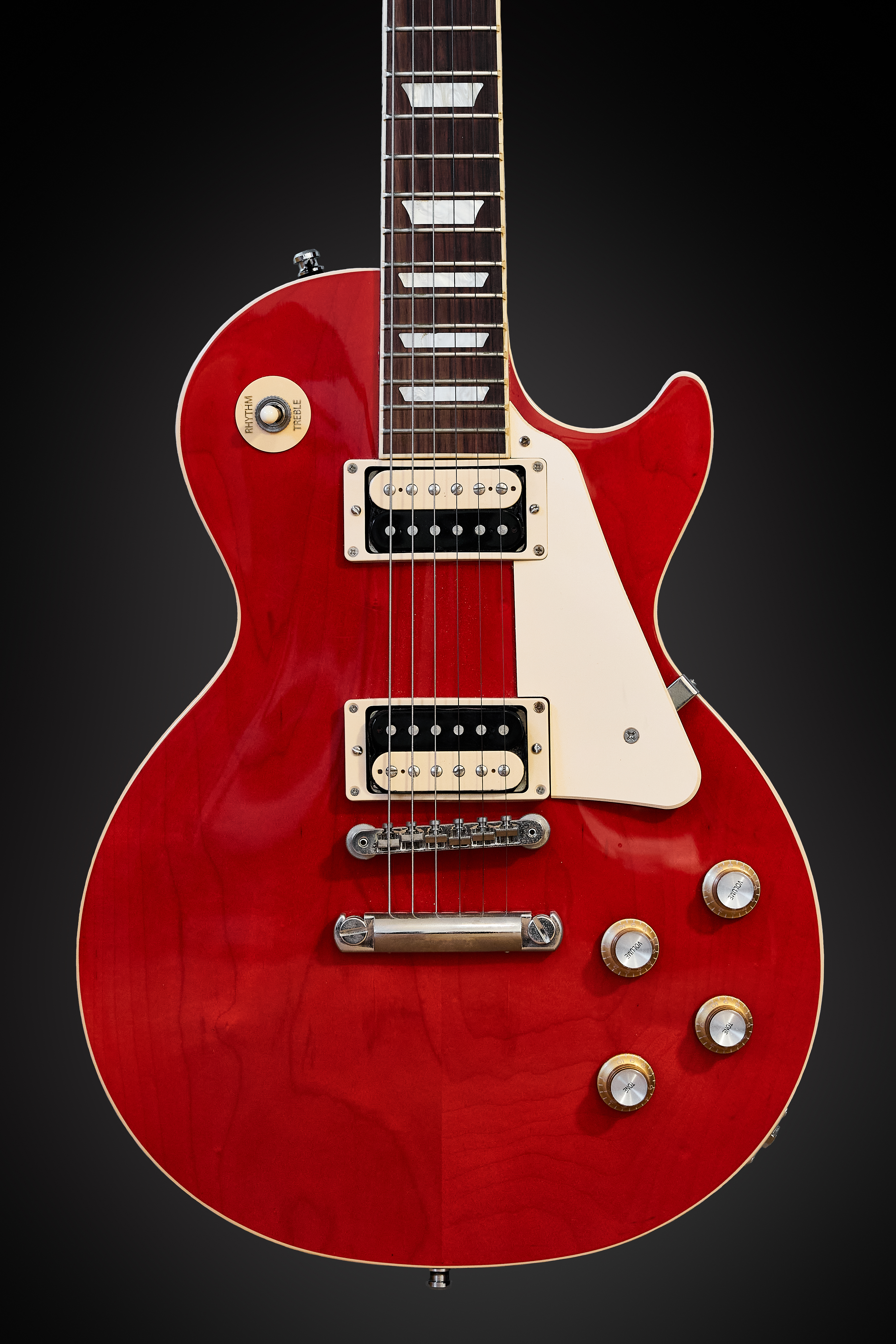
Korpus einer Gibson Les Paul Classic

Die Classic ist eine modernisierte Version der Les Paul Standard, welche mit Keramik-Tonabnehmern (oder P90-Tonabnehmern) und einem 60's-slim-taper-Halsprofil bestückt ist. Durch diese Eigenschaften eignet sie sich eher für Genres, in denen höhere Verzerrungen und schnellere Bespielbarkeit des Halses erwünscht sind. Erkennungsmerkmale sind die Tonabnehmer ohne Chromabdeckung, ein Pickguard mit 1960-Gravur sowie gelbe Inlays.

### Traditional
Die Traditional wird seit 2008 mit den traditionellen Merkmalen der vorhergehenden Les Paul Standard gefertigt. Sie ist mit den „Classic 57“-Tonabnehmern im Vergleich zum 490 (bzw. 490R) etwas weniger aggressiv ausgestattet (mit Covern) und hat einen vollmassiven Mahagonikorpus. Die Traditional war die erste Gitarre aus Gibsons Serienfertigung, die mit dem in Deutschland entwickelten computergesteuerten PLEK-Verfahren zur Abrichtung der Bünde behandelt wurde.

### Reissue
Wegen der großen Nachfrage stellt Gibson nach etlichen Kleinserien-Modellen (1959 Kalamazoo, Heritage 80 Series) seit Mitte der 80er Jahre Nachbauten der sehr beliebten frühen Modelle (insbesondere Baujahr 1959) her. 1993 wurde der Gibson Custom Shop gegründet, der unter anderem auch die Standard-Reissues herstellt (Nachbauten der Modelle, die von 1952 bis 1960 gebaut wurden). Diese Instrumente wurden mit den Jahren im Detail immer wieder verändert. Die aktuellen Modelle (2013) unterscheiden sich von der Standard-Serie durch einen massiven Mahagonikorpus (ohne Tonkammern), historisch korrekte Elektronik (Bumblebee-Kondensatoren und CTS-Potentiometer), historisch korrekt platzierte Kluson-Style Mechaniken, historisch korrekt geformte Griffbretteinlagen, die ABR-1-Brücke (im Gegensatz zur Nashville-Tune-O-Matic) und zahlreiche andere, teilweise minimale, Unterschiede (Trussrod-Cover-Position, Farbe und Dicke der Einfassung, verwendeter Leim, Länge des Halszapfens …).
Seit Beginn der Produktion bis heute wurden die Modelle immer wieder in ihren Spezifikationen verändert, um dem Original genauer zu entsprechen (Halsprofil, Positionierung der Mechaniken, Lackierung …). 2003 wurden bei einigen Gitarren Griffbretter aus dem historisch korrekten Rio-Palisander verbaut, was bei den Folgemodellen wieder eingestellt werden musste, da Rio-Palisander (Dalbergia nigra) unter Artenschutz steht. Die Baureihe 'True Historic' stellt den Höhepunkt dieser Entwicklung dar.

### Custom Shop

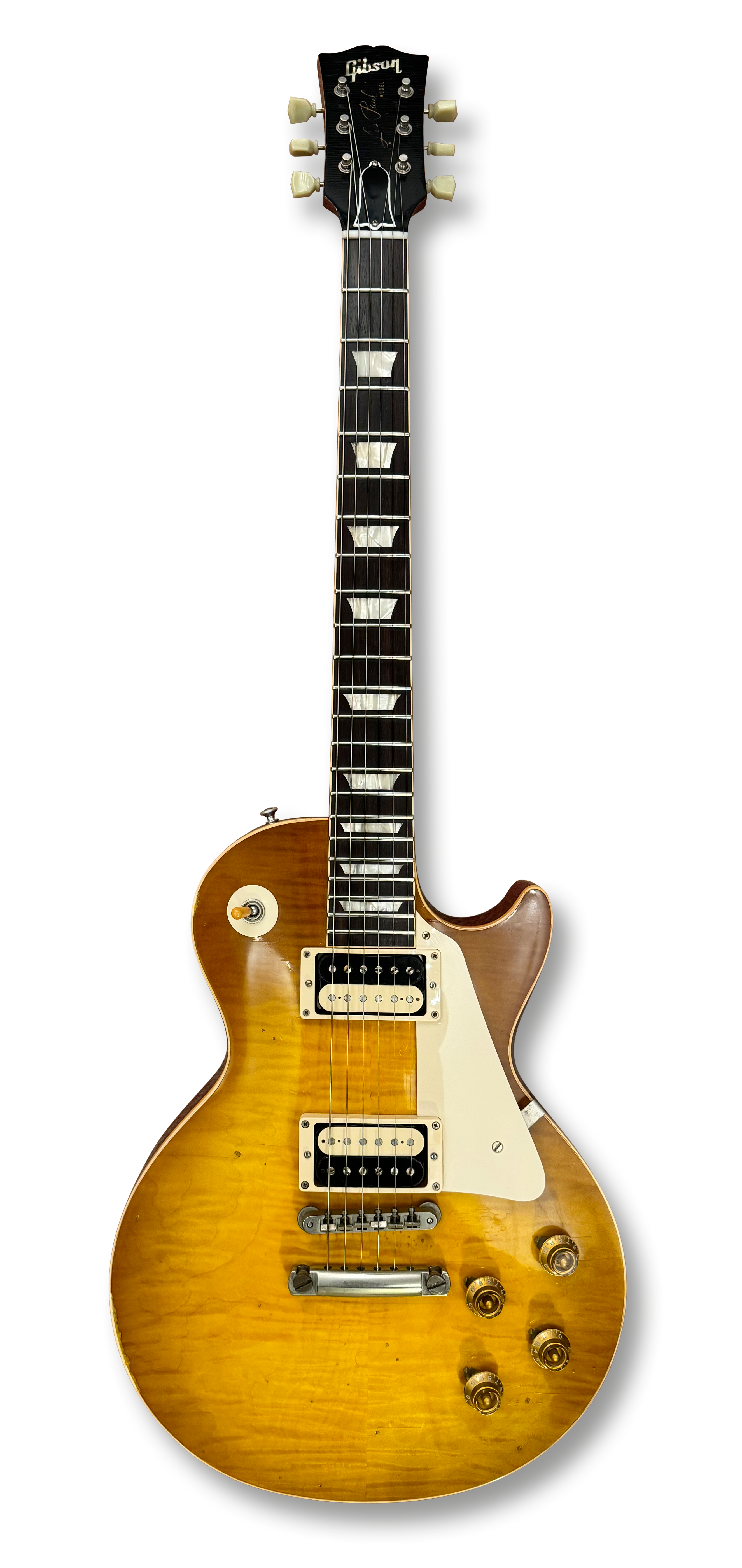
Gibson Les Paul '59 Collectors Choice

Preislich am oberen Ende der Gibson-Les-Paul-Modelle stehen die Modelle des „Custom Shop“, hochwertige handgearbeitete Sonderanfertigungen und Kleinserien aus Gibsons traditionell arbeitender Werkstatt. Custom Shop ist keine durchgehende Modellserie, sondern ein Sammelbegriff der verschiedenen Sondermodelle. Dazu gehören u. a. die Reissue-Modelle (Nachbauten verschiedener Gitarren aus Gibsons Historie) sowie Gitarren der Signature-Reihe (Gitarren, die für einen bestimmten Künstler maßgeschneidert werden, oder Gitarren, die 1:1-Kopien bekannter Künstler darstellen und in kleiner Auflage in den Handel gelangen).
Der Custom Shop bietet aktuell mehrere Serien von Reissues an, die im Wesentlichen in folgende drei Kategorien zusammengefasst werden können:

#### VOS – Vintage Original Spec
Die Instrumente dieser Serie weisen eine bespielte, leicht gebrauchte Optik auf.

#### Murphy Aged
„Aged“ steht dabei für eine künstliche Alterung und „Murphy“ für Tom Murphy, einen Mitarbeiter von Gibson und Pionier, was künstliche Alterung bei Gitarren betrifft.

#### Collectors Choice
Hierbei handelt es sich um exakte Nachbauten von berühmten Vintage-Gitarren (z. B. Goldie, Sandy, The Beast, Rosie …). Die Collectors Choice (kurz CC genannt) gilt als die höchste und teuerste Serie von Gibson.

### Weitere Modelle

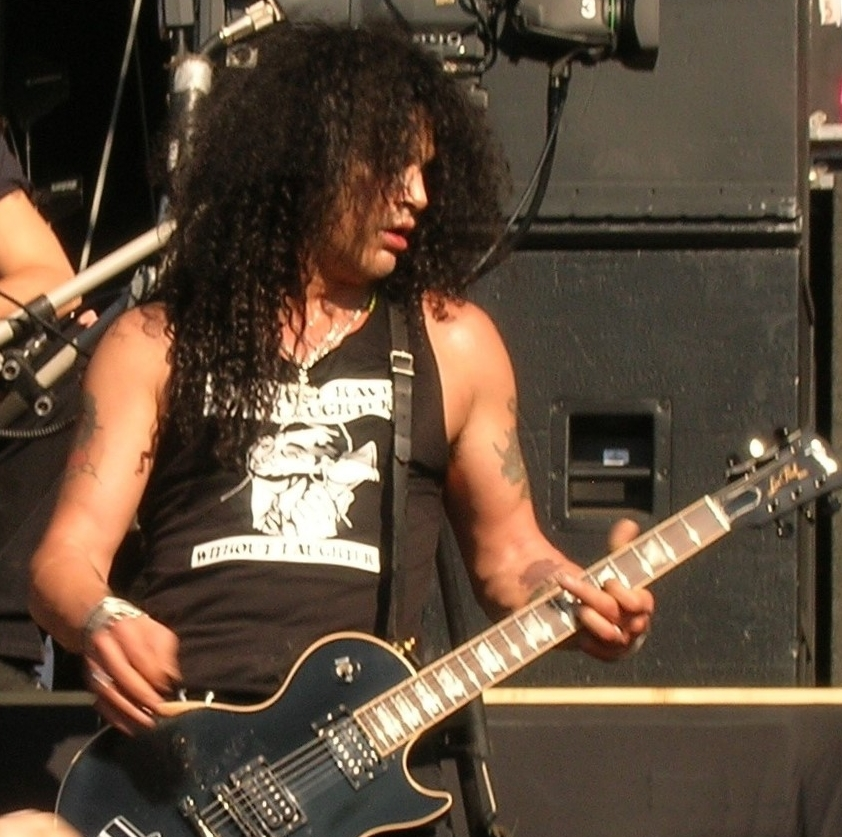
Slash mit einer Gibson Les Paul

In der Geschichte von Gibson wurden verschiedene weitere Modelle der Les Paul hergestellt, die wegen ihrer Kurzlebigkeit zum Teil nur noch Sammlern und Experten bekannt sind. Modellreihen, die zumindest eine gewisse Verbreitung fanden, sind:

#### Junior
Um auch im unteren Preissegment vertreten zu sein, erscheinen seit 1954 verschiedene Instrumente mit dem Namen Junior auf dem Markt. Diese Gitarren besitzen einen dünneren Mahagonikorpus ohne Ahorndecke und einfache Griffbretter mit Punkteinlagen. Es ist nur ein einzelner P-90-Tonabnehmer am Steg vorhanden. Weiterhin fehlt den meisten Modellen das Binding um Korpus und Griffbrett. Ab 1958 wurde die Single Cut Les Paul Junior durch die Double Cut Les Paul Junior ersetzt. Das Modell Junior wird unter anderem von Billie Joe Armstrong verwendet.

#### Special
Als Modell zwischen der Standard und Junior kam die Special 1955 auf dem Markt. Sie entspricht vom Korpus und Finish her der Junior, besitzt aber einen zweiten P-90-Tonabnehmer am Hals.

#### Smartwood
Mit der „Smartwood“-Reihe versucht Gibson, „Les Pauls“ aus ökologisch unbedenklichen Hölzern anzubieten. Um das umweltfreundliche Image zu unterstreichen, verzichten die Gitarren ähnlich der Studio auf optische Verzierungen.

#### PersonalundRecording
Um den vielfältigen Ideen des Musikers und Erfinders Les Paul gerecht zu werden, erschienen die Modelle Les Paul Personal und Les Paul Recording. Diese Gitarren wurden von 1969 bis mindestens 1972 gebaut und unterschieden sich besonders in der Elektronik stark von den herkömmlichen Modellen: In Zusammenarbeit mit Les Paul wurden spezielle Tonabnehmer konstruiert, mit welchen die Instrumente direkt an Mischpult oder Tonbandgerät angeschlossen werden konnten. Weiter besaßen die Gitarren erweiterte Schaltungsmöglichkeiten, um eine Vielzahl von Klängen zu erzeugen. Da die Instrumente mit herkömmlichem Gitarrenequipment nur eingeschränkt funktionierten, blieben sie kommerzielle Misserfolge. Ungeachtet dessen spielte Les Paul bis zu seinem Tod eine Personal bei seinen Konzerten.

#### Deluxe
Von 1969 bis 1984 wurde die Les Paul Deluxe hergestellt. Ihr sogenannter Pancake-Korpus bestand aus zwei Schichten Mahagoni mit einer Schicht Ahorn dazwischen und trug eine Ahorndecke. Die Seiten und die Rückseite der Deluxe waren transparent lackiert, wie die Standard war sie mit einer Korpuseinfassung versehen. Als Tonabnehmer kamen, wie bei der Gibson Firebird, Mini-Humbucker aus der Fertigung der eben übernommenen Firma Epiphone zum Einsatz. Ende der Siebziger begann Gibson die Deluxe mit Hälsen aus Ahorn zu versehen, das Pete-Townsend-Signaturmodell trägt einen Ahornhals.

#### Doublecut
Mit der Les Paul Doublecut (auch Les Paul DC) versuchte Gibson, den Gitarren der Hersteller Paul Reed Smith und Hamer Konkurrenz zu machen. Die Double Cut entspricht in der Ausstattung den übrigen Modellen, verfügt aber über einen Korpus mit zwei nahezu symmetrischen Cutaways und ähnelt damit der Gibson ES-335. Bislang erwiesen sich diese Gitarren nur als mäßig erfolgreich.

#### Robot Guitar
Mit der Robot Guitar (engl. für Roboter-Gitarre) in Les-Paul-Form brachte Gibson als erste Firma serienmäßig Gitarren auf den Markt, die mit der automatischen Stimmelektronik der deutschen Firma Tronical ausgerüstet waren. Hauptmerkmal ist der eingebaute Prozessor zum automatischen Stimmen der Saiten. Eine limitierte Stückzahl wurde seit dem 7. Dezember 2007 in ausgewählten Geschäften verkauft, der allgemeine Verkaufsstart lag auf Anfang 2008. Die Robot Guitar gab es auch in anderen Formen (SG, Flying V, Explorer und die neue Firebird X mit verbesserter Technik). Im Zuge einer Rückbesinnung auf den Markenkern verzichtet Gibson 2019 auf Gitarren mit dieser Technik.

#### BFG
2007 entwickelte Gibson das Modell BFG, das in drei Finishes: Gold, Red und Black lieferbar ist. Die Gitarre besticht durch ein sehr „rohes“ Finish, wodurch von Anfang an eine junge Zielgruppe aus dem Hard- und Heavybereich angesprochen werden sollte. Keine Lackierung, grobe Oberfläche, 3D-Fräsung. Auf Details wie Trussrod-Cover, Pickup-Rähmchen und Griffbretteinlagen wurde bei dieser Gitarre verzichtet. Das Aussehen erinnert an eine stark benutzte Gitarre. Das Design und die Konstruktion dieser Gitarre wurde immer kontrovers diskutiert, 2018 gab es eine modifizierte Neuauflage.

#### HD.6X-Pro Digital Les Paul
Die Digital Les Paul ist eine spezielle Edition einer Les Paul, die mit 6-fach-Tonabnehmern und einem digitalen Mischpult ausgestattet ist. Auf diese Weise lassen sich die Saiten einzeln ein- und ausblenden sowie das Klangbild variieren.

## Die Gibson Les Paul in der Musik

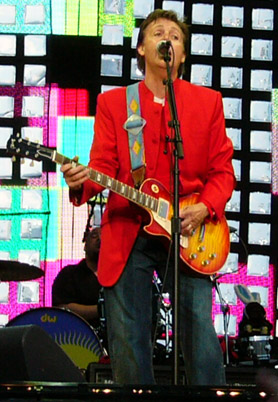
Linkshänder Paul McCartney mit einer 1960er Les Paul Sunburst

Die Les Paul ist vor allem in den Versionen mit Humbucker-Tonabnehmern für ihren warmen, vollen Klang berühmt geworden. Aus diesem Grund wird sie bis heute bevorzugt in jenen Stilistiken eingesetzt, in denen dieser Klang gefordert wird.
Zu Beginn der Produktion 1952 wurden „Les Pauls“ besonders von Blues- und Jazzmusikern eingesetzt. Neben dem Namensgeber Les Paul selbst setzte u. a. John Lee Hooker eine „Goldtop“ ein.
Mit Aufkommen der britischen Bluesrock-Welle in den 1960ern wurde die Les Paul zur Kultgitarre. Vor allem Eric Claptons Gitarrenarbeit auf dem John-Mayall-Album Blues Breakers sowie Claptons weitere Bands (Yardbirds, Cream) machten die Les Paul berühmt. Jimmy Page benutzte bevorzugt Les Paul-Gitarren im Studio und bei Liveauftritten von Led Zeppelin. Pete Townshend von The Who spielte sowohl die Les Paul als auch das Nachfolgemodell „SG“. George Harrison von den Beatles benutzte eine Les Paul während der Aufnahmen der Band in den Jahren 1968 und 1969. Diese Gitarre, eine nachträglich rot lackierte „Goldtop“, ist – gespielt von Eric Clapton – unter anderem auf dem Klassiker While My Guitar Gently Weeps zu hören. Paul McCartney besitzt eine seltene Linkshänder-Les Paul aus dem Jahr 1960, die er bis heute regelmäßig bei Livekonzerten einsetzt. In den USA begannen Gitarristen wie Michael Bloomfield, Neil Young, Robby Krieger, Pat Travers und Duane Allman die Les Paul wiederzuentdecken. Aufgrund dieses nachträglichen Booms entschloss sich Gibson, die Les Paul erneut ins Programm zu nehmen.
In den 1970ern wurde die Les Paul besonders im Bereich der Rockmusik eingesetzt. Bekannte Namen sind u. a. Steve Hackett von Genesis, Marc Bolan, Jimmy Page von Led Zeppelin, Carlos Santana, John Fogerty von Creedence Clearwater Revival, Peter Frampton, Gary Moore, Peter Green, Paul Kossoff von Free, Ace Frehley von KISS und Billy Gibbons von ZZ Top. Jeff Beck ist auf dem Cover seines Albums Blow By Blow mit der schwarzen Les Paul zu sehen, die er für die Aufnahmen benutzt hat.
Als exemplarisch für den dichten, warmen Ton, den die Les Paul erzeugt, wird oft der Song Money for Nothing von den Dire Straits genannt. Mark Knopfler, Gitarrist der Dire Straits, ist bekannt dafür, dass er kein Plektrum benutzt. Nach eigenen Angaben spielt er deshalb bei Stücken, die „rockig“ klingen sollen und daher eigentlich den Anschlag mit dem Plektrum verlangen, eine Les Paul.
In den 80er Jahren war die Les Paul zunächst weniger populär, es ist die große Zeit der 'Super-Strats’ mit Humbuckern und stimmstabilerem Tremolo, besonders beliebt bei Bands des „Hair-Metal“-Genres. Für ein (zweites) Comeback der Les Paul sorgte vor allem der Gitarrist Slash (Guns n’ Roses). Das Album Appetite For Destruction (1987) markierte die stilprägende Rückkehr zum charakteristischen Rock-Sound der klassischen Kombination von Les Paul Gitarre und Marshall Amp.
In den 1990ern wurde der druckvolle Klang der Gitarre von Hard-Rock- und Heavy-Metal- sowie Punk-Rock-Gitarristen entdeckt. Beispiele sind Mike Ness (Social Distortion), Björn Gelotte von In Flames, Slash von Guns N’ Roses, Zakk Wylde (u. a. Ozzy-Osbourne-Band), Kirk Hammett und James Hetfield von Metallica, bis hin zu Paul Landers von Rammstein. Auch der experimentelle Gitarrist Buckethead wechselte von Spezialanfertigungen der Marke Jackson zur Les Paul.

## Modelle anderer Hersteller

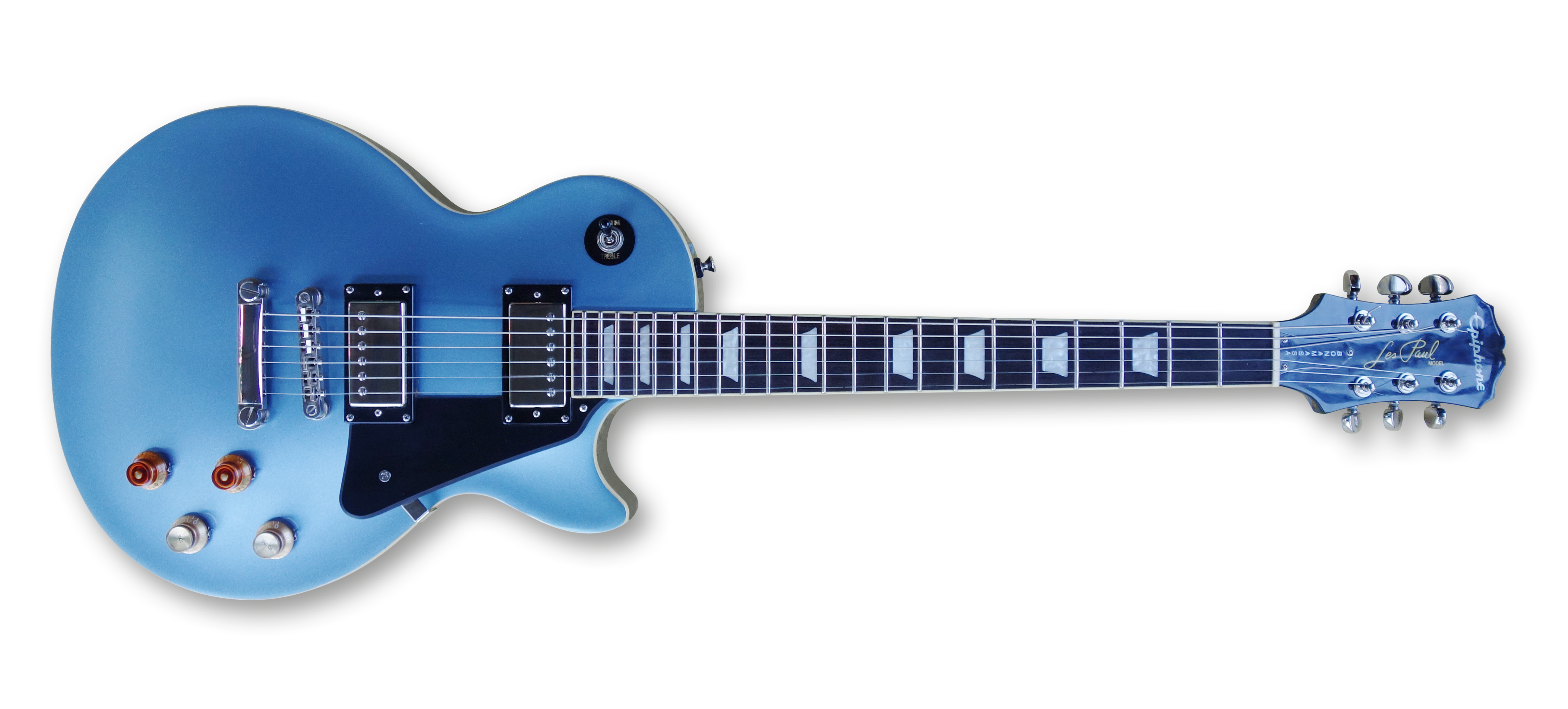
Epiphone: Limited Edition Joe Bonamassa Les Paul Standard

Neben Gibson selbst bietet die zum Gibson-Konzern gehörende Firma Epiphone seit 1988 verschiedene Les Paul-Gitarren an. Die Modellpalette reicht dabei von günstigen Einsteigerinstrumenten mit Sperrholz-Korpus, geschraubten Hälsen und vereinfachter Elektronik bis hin zu hochwertigen Kopien aus der japanischen „Elitist“-Serie, die in Hölzern und Ausstattung den Gibson-Instrumenten entsprechen.
Um die besonders im asiatischen Raum stark vertretenen Sammler zu befriedigen, stellte Gibson in Japan exakte Kopien historischer Les Paul-Modelle her. Diese Gitarren wurden unter dem Namen Orville (Name des Firmengründers Orville H. Gibson) angeboten und fanden nur selten den Weg nach Europa.
Aufgrund der Beliebtheit der Les Paul werden von verschiedenen anderen Herstellern ebenfalls Kopien angeboten. Da Gibson von jeher starken Wert auf seine Urheberrechte legt, gibt es mittlerweile eine Reihe von Gerichtsprozessen, mit denen Gibson exakte Kopien zu verhindern versucht. Berühmt geworden sind zum einen die Prozesse gegen den japanischen Hersteller Ibanez in den 1970ern sowie der im Jahr 2005 vorläufig beigelegte Rechtsstreit mit dem Gitarrenbauer Paul Reed Smith. Um Plagiatsvorwürfen durch allzu exakte Kopien der Les Paul zu entgehen, ersannen verschiedene Hersteller leichte Variationen im Design der Instrumente. Am weitesten ging man dabei bei den Gitarren der qualitativ hochwertigen Marken Tokai sowie Burny: Der Firmenname Tokai und der Modellname Love Rock wurde so auf die Kopfplatte geschrieben, dass aus einiger Entfernung scheinbar die Worte Gibson und Les Paul zu lesen sind. Burny verwendete in dieser Art zunächst sogar die Schriftzüge Burny und Les Paul und änderte diese dann in Burny Super Grade ab. Unter den Markennamen Greco, Edwards und Fresher wurden ebenfalls von japanischen Herstellern Kopien angeboten.

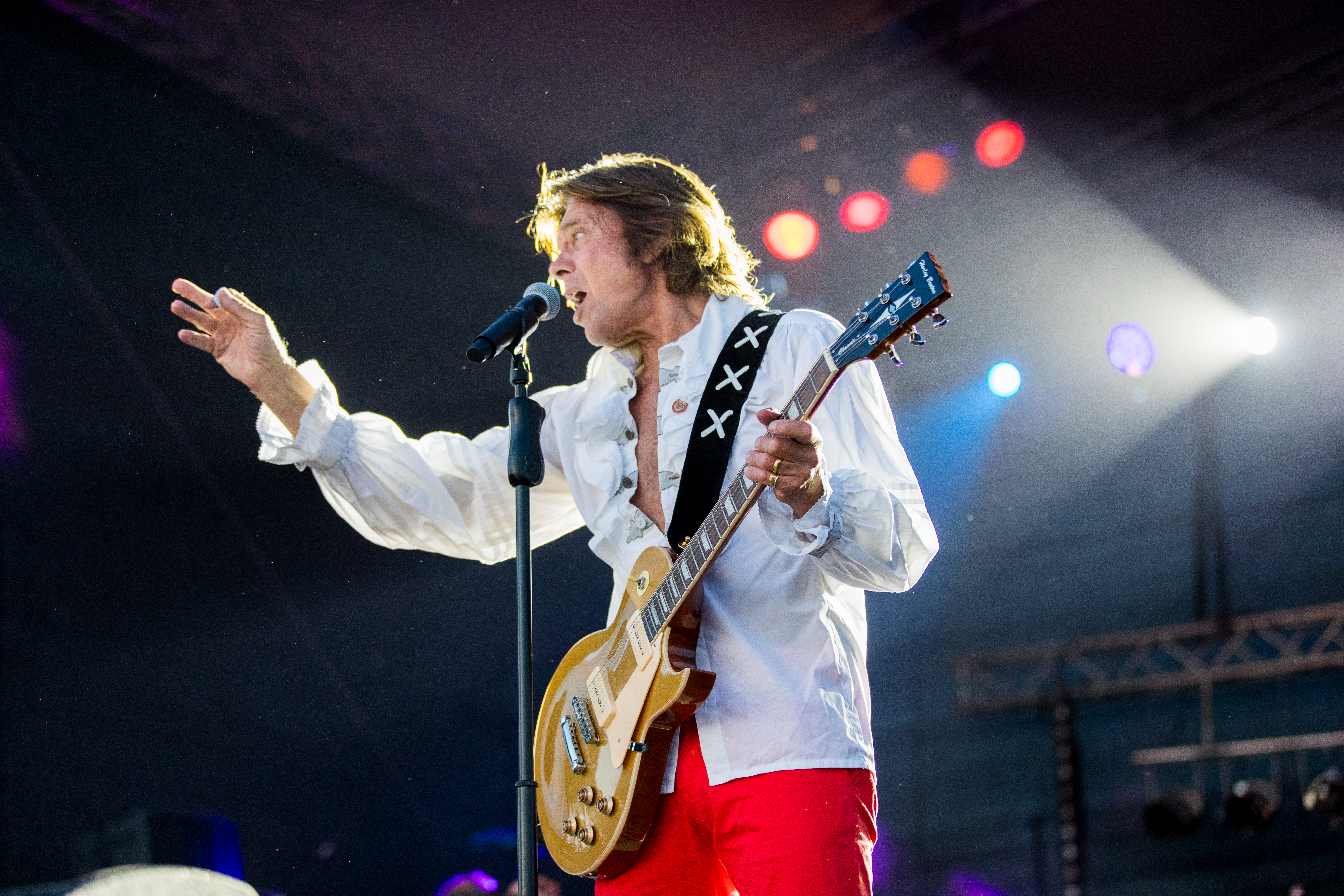
Jürgen Drews mit Gold-Top-Modell der Marke Harley Benton (2016)

Inzwischen bieten sehr viele Hersteller stark an der Les Paul orientierte Modelle an. Diese unterscheiden sich meist durch die Form der Kopfplatte vom Original, oft sind auch die Rundung der Korpusdecke, die Form des Halsansatzes, die Griffbrett-Einlagen, die Anzahl und Anordnung der Regler oder die verwendeten Holzsorten anders. Beispiele hierfür sind die Cort Classic Rock, Chapman ML2, ESP Eclipse, FGN Neo Classic, Harley Benton SC, Ibanez ART, Jackson Monarkh, Maybach Lester, Prestige Heritage, PRS SC594, Schecter Solo.